# Идит Вортон
Идит Вортон (енгл. Edith Wharton; 24. јануар 1862—11. август 1937) је америчка књижевница, добитница Пулицерове награде за роман Доба невиности из 1920. Такође је три пута била номинована за Нобелову награду за књижевност (1927, 1928. и 1930. године).
Запамћена пре свега по својим романима „Кућа Радости“, „Итен Фром“ и „Доба невиности“, Вортон је писала романе, поезију, приповетке, књижевну критику, путописе, као и књиге о Првом светском рату, историји италијанске архитектуре и дизајну ентеријера. Њена брижљиво обликована и психолошки комплексна проза рефлектује питање статуса жена у друштву и морално пропадање виших класа. Теме, стил и тон њених књижевних остварења често су упоређивани са делима њеног пријатеља и ментора Хенрија Џејмса. Књижевна историја ју је запамтила као оригиналног хроничара сукоба унутрашњих жеља појединца са друштвеним конвенцијама.

## Дела

### Романи и дуже приповетке
- „Долина судска“ („The Valley of Decision“, 1902)
- „Уточиште“ („Sanctuary“, 1903)
- „Кућа радости“ („The House of Mirth“, 1905)
- „Госпођа Трејмес“ („Madame de Treymes“, 1907)
- „Плод дрвета“ („The Fruit of the Tree“, 1907)
- „Итен Фром“ („Ethan Frome“, 1911)
- „Гребен“ („The Reef“, 1912)
- „Обичај земље“ („The Custom of the Country“, 1913)
- „Сестре Банер“ („Bunner Sisters“, 1916)
- „Лето“ („Summer“, 1917)
- „Марна“ („The Marne“, 1918)
- „Доба невиности“ („The Age of Innocence“, 1920)
- „Одсјаји месеца“ („The Glimpses of the Moon“, 1922)
- „Син на фронту“ („A Son at the Front“, 1923)
- „Мајчина награда“ („The Mother's Recompense“, 1925)